# Menhir de l’Ilot-de-Nestadio

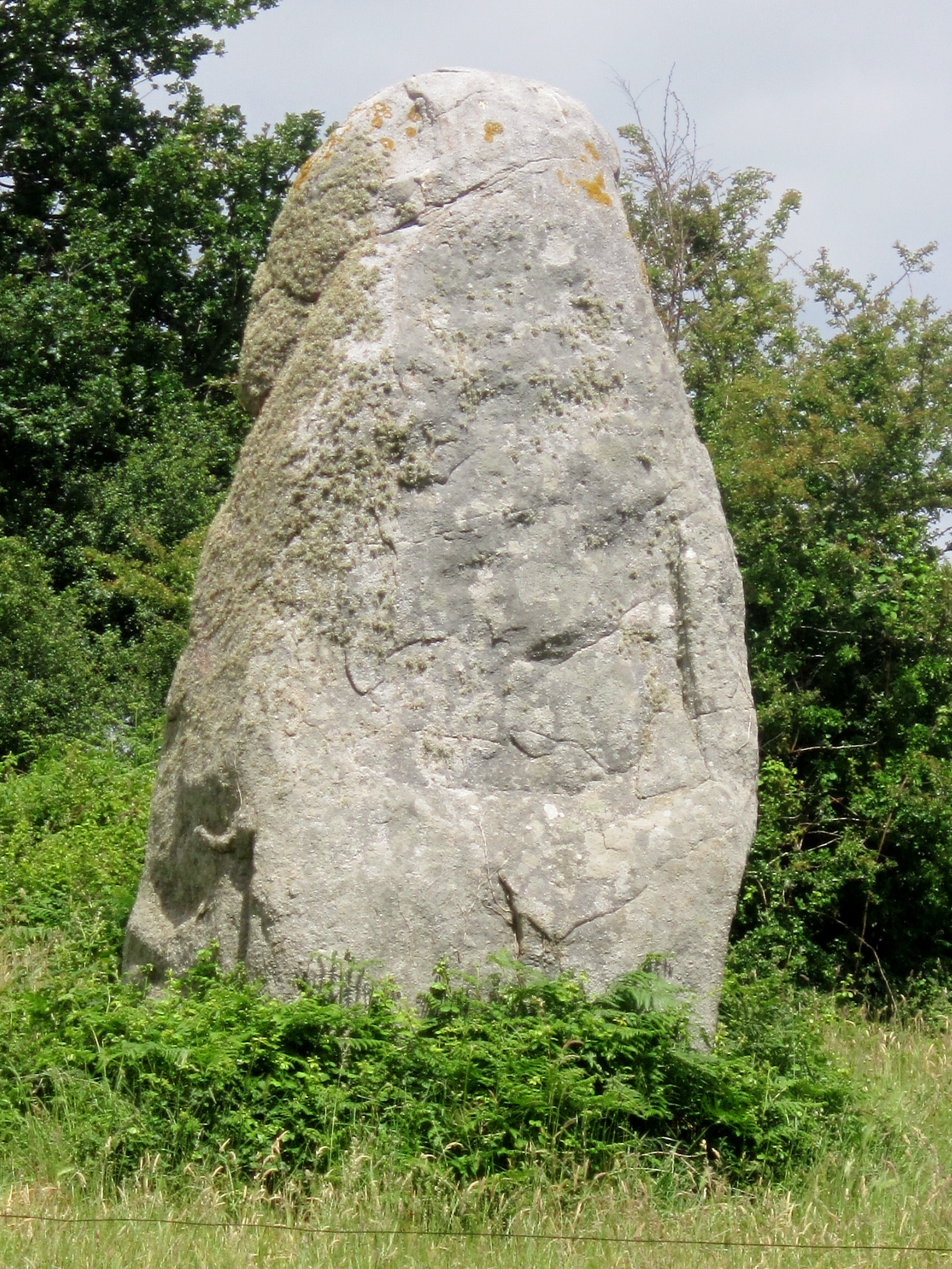
Menhir de Nestadio

Der Menhir de l’Ilot-de-Nestadio steht südlich des Weilers Nestadio auf einer verlandeten Insel in der Nähe des Ästuars des Étel bei Plouhinec im Département Morbihan in der Bretagne in Frankreich.
Der konische Menhir ist etwa 4,0 m hoch. Ein etwa 50 Meter entfernt stehender weiterer Menhir wurde zerstört.